# منصب (مودية)

تعديل مصدري - تعديل

منصب هي إحدى قرى عزلة مودية بمديرية مودية التابعة لمحافظة أبين، بلغ تعداد سكانها 266 نسمة حسب تعداد اليمن لعام 2004.